# Carybdea arborifera
Carybdea arborifera là một loài thích ty bào có độc thuộc họ Carybdeidae, lớp Cubozoa. Loài này có ở ngoài khơi Hawaii, nhưng thường hiếm khi được ghi nhận.